# Domenico Zanconti
Domenico Zaconti (Pescantina, 1739 – 1816) foi um pintor italiano, nascido e principalmente ativo em Verona. Ele era aluno do pintor Marco Marcola. Ele se caracterizou por temas religiosos.